# Calonotos rectifascia
Calonotos rectifascia là một loài bướm đêm thuộc phân họ Arctiinae, họ Erebidae.